# Берберски гусари
Берберски пирати, понекад звани берберски гусари или османски гусари, били су муслимански пирати и корсари који су оперисали с подручја северне Африке, са седиштем првенствено у лукама Сале, Рабат, Алжир, Тунис и Триполи. Ово подручје је у Европи било познато као Берберска Обала, по њеним староседеоцима, Берберима. Њихова грабежљивост се ширила читавим Средоземљем, јужно дуж Атлантског приморја западне Африке и у северни Атлантик, чак до севера до Исланда, али су првенствено деловали у западном Медитерану. Осим што су пленили трговачке бродове, бавили су се рацијама (итал. Razzia), харањима европских приморских градов и села, углавном по Италији, Француској, Шпанији и Португалији, али и на Британским острвима, Холандији и Исланду. Главна сврха њихових напада били су робови потребни за османску трговину робовима, као и за опште арапско тржиште у северној Африци и на Блиском истоку. Робови у Барбарији могли су бити различитих националности и различитих религија, попут хришћанске, јеврејске или муслиманске.
Иако су се такве рације догађале убрзо након муслиманског освајања Пиринејског полуострва 710-их, изрази „берберски гусари“ и „берберски пирати“ обично се примењују на пљачкаше активне од 16. века надаље, када су се учесталост и домет напада трговаца робљем повећали. У том периоду Алжир, Тунис и Триполи доспели су под суверенитет Отоманског царства, било као провинције под директном управом, било као аутономне области познате као Бербарске државе. Сличне рације извршаване су из Салеа и других лука у Мароку.
Берберски гусари заробили су хиљаде трговачких бродова и вршили учестале упаде у приморске градове. Због тога су становници напуштали своја некадашња села дуж обала у Шпанији и Италији. Између 100.000 и 250.000 Иберијанаца поробљено је овим упадима. Рације су представљале такав проблем да су се приморске области ретко насељавале све до 19. века. Између 1580. и 1680. године говорило се да су гусари поробили око 850.000 људи, а од 1530. до 1780. године чак 1.250.000 људи било је поробљено. Међутим, ове бројке је довео у питање историчар Давид Ерл. Неки од ових гусара били су европски изопштеници и преобраћеници (одметници) као што су Џон Ворд и Зимен Дансекер. Хајрудин Барбароса и Оруч-Реис, турска браћа Барбароса, која су почетком 16. века преузела контролу над Алжиром у име Османлија, такође су били озлоглашени гусари. Европски гусари донели су напредне технике једрења и бродоградње на берберску обалу око 1600. године, што је омогућило гусарима да прошире своје активности на Атлантски океан. Ефекти берберских рација досегли су врхунац почетком и средином 17. века.
Дуго након што су Европљани напустили бродове на весла, у корист једрењака који су носили тоне моћних топова, многи ратни бродови Барбари били су галије које су превозиле стотину или више борбених људи наоружаних абордажним сабљама и лаким оружјем. Берберске морнарице нису биле борбене флоте. Када би угледали европску фрегату, бежали би.
Обим активности гусара почео је да се смањује у другом делу 17. века, пошто су моћније европске морнарице почеле да приморавају берберске земље да склапају примирја и престану да нападају њихове бродове. Међутим, бродови и обале хришћанских држава без тако ефикасне заштите наставили су да трпе све до почетка 19. века. Након Наполеонових ратова и Бечког конгреса 1814–15, европске силе су се сложиле да је потребно у потпуности сузбити барбарске гусаре и претња је углавном обуздана. Догађали су се повремени инциденти, укључујући два рата између Сједињених Држава и берберских држава, све док коначно није све завршено са француским освајањем Алжира 1830. године.

## Историја
Године 1198. проблем берберског гусарења и узимања робова био је толико велик да су Тринитаријци, верски ред, основани да би сакупљали откупнине, па чак и да себе нуде као откупнину за заробљене и натеране у ропство у северној Африци. У 14. веку туниски гусари постали су довољна претња да изазову француско-ђеновски напад на Махдију 1390. године, познат и као „ Бербарски крсташки рат “. Морискоси изгнани приликом Реконкисте и гусари са Магреба прикључивали су се њиховим редовима, али тек ће ширењем Османског царства и доласком корсара и адмирала Кемала Реиса 1487. године берберски гусари постати права претња поморској трговини европских хришћанских народа.
Током Америчке револуције пирати су нападали америчке трговачке бродове у Медитерану. Али, 20. децембра 1777. године, марокански султан Мухамед III издао је декларацију којом је Америку признао као независну земљу и изјавио да амерички трговачки бродови уживају безбедан пролаз у Средоземље и дуж обале. Односи су озваничени мароканско-америчким уговором пријатељства потписаним 1786. године, који важи за најстарији непогажени споразум између Америке и неке стране силе.
Још 1798. године Тунишани су напали острво у близини Сардиније, а више од 900 становника одведено је у ропство.

### 16. век
Од 1659. године, ови афрички градови, иако званично део Османског царства, заправо су били војне републике које су бирале властите владаре и живеле од ратног плена заплењеног од Шпанаца и Португалаца. Постоји неколико случајева сефардских Јевреја, укључујући Синан-Реиса и Шамуила Палаша, који су се, бежећи из Иберије, окренули нападу на трговачко бродовље Шпанског царства под османском заставом, профитабилном стратегијом којом су се светили за верски прогон током Инквизиције.
Током првог периода (1518–1587), беглербегови су били султанови адмирали, командовали су великим флотама и изводили ратне операције у политичке сврхе. Били су ловци на робове и њихове методе су биле свирепе. После 1587. године једини циљ њихових наследника постао је пљачка, како на копну тако и на мору. Поморске операције изводили су капетани тј. реиси (тр. Reis), који су формирали класу или чак корпорацију. Крстарице су опремали инвеститори, а њима су заповедали реиси. Десет посто од вредности награда је приношено паши или његовим наследницима, који су имали титуле аге или дахије или бега.
1544. Хајрудин је заузео острво Искија, узимајући 4.000 затвореника, а поробљавајући око 2.000-7.000 становника града Липари. 1551. Торгут-Реис је поробио цело становништво малтешког острва Гозо, између 5.000 и 6.000 њих, шаљући их у османску Триполитанију. Године 1554. гусари под Тургут-Реисом опљачкали су Виесте, обезглавили 5.000 његових становника и отели још 6.000.

### 17. век
Важна против-мера спроведена је 1607, када су Витезови Светог Стефана (под командом Јакопа Ингирамија) опљачкали град Бона у Алжиру, убивши 470 и узевши 1.464 заробљеника. Ову победу обележава низ фресака које је Бернардино Поћети насликао у Сали ди Бона Палате Пити у Фиренци. Године 1611. шпанске галије из Напуља, са пратњом галија Малтешких витезова, опљачкале су острва Керкенах близу обале Туниса и однели скоро 500 муслиманских заробљеника. Између 1568. и 1634. витезови Светог Стефана можда су заробили око 14.000 муслимана, при чему је можда једна трећина била отета у копненим налетима, а две трећине са заузетих бродова. 
Ирска је била изложена сличном нападу. У јуну 1631. године, Мурат-Реис, са гусарима из Алжира и наоружаним трупама Османског царства, упао је на обалу у мало лучко село Балтимор у округу Корк . Заробили су готово све сељане и одвели их у ропство у северној Африци. Затвореници су били предодређени за разне судбине - неки су проживели животе оковани за весла као галијски робови, док су жене дуге године проводиле као конкубине у харемима или унутар зидова султанове палате. Само двоје од ових заробљеника су се вратили у Ирску.
Речено је да је више од 20.000 заробљеника затворено само у Алжиру. Богати су често могли да се ослободе откупнином, али су сиромашни били осуђени на ропство. Њихови господари би им повремено дозволили да се ослободе преобративши се у ислам. Дугачак је списак добростојећих људи, не само Италијана или Шпанаца, већ и немачких или енглеских путника на југу, који су једно време били заробљени.
1675. године ескадрила краљевске морнарице, коју је предводио Сер Џон Нарбороу, осигурала је дуготрајни мир с Тунисом, а након што су бомбардовали град да би га учинили послушним, и са Триполијем.

### 18. – 19. век
Пиратство је био довољан проблем да су неке државе кренуле да се баве прикупљањем откупнина. У Данској, „Почетком 18. века новац се систематски прикупљао у свим црквама, а држава је основала такозвани „ропски фонд“ (slavekasse) 1715. Средства су такође осигуравана кроз обавезну дажбину коју су поморци плаћали за осигурање. Ова установа откупила је 165 робова између 1716. и 1736. “  „Између 1716. и 1754. заробљено је 19 бродова из Данско-Норвешке краљевине са 208 људи; пиратство је стога представљало озбиљан проблем за данску трговачку флоту.“
До Америчке Декларације независности 1776. године, британски уговори са северноафричким државама штитили су америчке бродове од берберских гусара. Мароко, који је 1777. године био прва независна држава која је јавно признала Сједињене Државе, 1784. године постао је прва сила берберске обале која је заузела амерички брод након што је та држава постигла независност . Претња од берберског гусарења довела је директно до оснивања Америчке морнарице у марту 1794. Иако су Сједињене Државе осигурале мировне уговоре са државама берберске обале, биле су дужне да плаћају порез за заштиту од напада. Та обавеза била је тешка: 1800. године исплате откупа и данак берберским државама износиле су 20% годишњих издатака савезне владе Сједињених Држава .
Берберске државе имале су потешкоћа при обезбеђивању свеопштег поштовања потпуне забране отимања робља, јер је то традиционално било од централног значаја за северноафричку економију. Робове су и даље заробљавали трговци робљем пљачкајући мање заштићене народе. Алжир је након тога обновио ту праксу, мада у мањој размери. Европљани су на конгресу у Ахену 1818. разговарали о могућој одмазди. 1824. године британска флота под адмиралом Сер Харијем Нилом бомбардовала је Алжир. Активност гусара са седиштем у Алжиру није у потпуности престала све док Француска није освојила државу 1830. године.

## Робови

### Берберски робови
Према Роберту Дејвису, између 1 милиона и 1,25 милиона Европљана заробили су гусари берберске обале и продали их као робове у северној Африци и Османском царству између 16. и 19. века. Међутим, да би екстраполирао број до којег је дошао, Дејвис претпоставља да је број европских робова које су заробили берберски пирати био непромењен током 250 година, наводећи да:
Није забележено колико је мушкараца, жена и деце поробљено, али се може израчунати приближан број свеже заробљених људи који би био неопходан да се обнови становништво и замене преминули, одбегли, откупљени и преобраћени робови. На тој бази се верује да је око 8,500 робова било неопходно да се бројеви обнове сваке године - што даје око 850,000 заорбљеника током столећа између 1580. и 1680. Самим тим је у тих 250 година између 1530. и 1780. број робова врло лако могао бити чак 1,250,000.
Дејвисове бројеве доводио је у питање историчар Дејвид Ерл, који је рекао "Његове бројке звуче помало сумњиво и мислим да можда претерује" и упозорио да је права слика европских робова замагљена чињеницом да су гусари такође отимали нехришћанске белце из источне Европе и црнце из западне Африке.
Поред тога, број продатих робова био је хиперактиван, са претераним проценама које су се ослањале на године шпица за израчунавање просека за читаве векове, па и миленијуме. Дакле, постојале су велике флуктуације из године у годину, посебно у 18. и 19. веку, с обзиром на увоз робова, и с обзиром на чињеницу да пре 1840-их година не постоје доследни записи. Стручњак за Блиски исток, Џон Рајт, упозорава да су савремене процене засноване на ретроактивним прорачунима према запажањима.
Таква запажања узета од посматрача из касних 1500-их и раних 1600-их, сведоче о око 35 000 европских хришћанских робова држаних током овог периода на берберској обали, преко Триполија, Туниса, али углавном у Алжиру. Већина су били морнари (нарочито Енглези), отети заједно са својим бродовима, али други су били рибари и сиромашни приморски сељани. Међутим, већина ових заробљеника били су људи из земаља близу Африке, посебно Шпаније и Италије.
Из база на берберској обали, у северној Африци, пирати су салетали бродове који су путовали Средоземљем и дуж северне и западне обале Африке, пљачкајући њихов терет и поробљавајући људе. Од најмање 1500, пирати су такође вршили рације дуж приморских градова Италије, Француске, Шпаније, Португалије, Енглеске, Холандије и чак до Исланда, заробљавајући мушкарце, жене и децу. Понекад су насеља попут Балтимора у Ирској напуштана након рације, али су поново насељена много година касније. Између 1609. и 1616. године, само Енглеска је изгубила 466 трговачких бродова због берберских гусара.
Заробљеници су често патили од глади и жеђи на путовањима ка Северној Африци ако би их отели негде далеко. Они који су преживели путовања често су били присиљавани да шетају градом док су их водили на аукције робова. Робови су обично морали стајати од осам ујутро до два поподне, док су их купци разгледали. Следила је аукција, где су становници града лицитирали за заробљенике које су желели да купе, а када је то готово, гувернер Алжира (Дахија) имао је прилику да купи било ког роба кога је желео по цени која је продата на аукцији. Током аукција робови би били присиљени да трче и скачу около како би показали своју снагу и издржљивост. Након куповине, заробљеници би или били задржани за откупнину, или би били послати на посао. Робови су коришћени за широк спектар послова, од тешког физичког рада до кућних послова (посао који је додељаван већини робиња). Ноћу су робови смештани у затворе зване „ бањоси “ (изведено од италијанске речи „bagno" што је значило јавно купатило, инспирисано турском употребом римских купатила у Цариграду уместо затвора)  који су често били врели и пренатрпани. Међутим, ови бањоси су до 18. века већ почели да се побољшавају. Неки бањоси имали су капеле, болнице, продавнице и кафане које су водили заробљеници, мада су такве згоде и даље биле ретке.

### Галијски робови
Иако су услови у бањосима били сурови, били су бољи од оних које су трпели галијски робови. Већина бербарских галија била је на мору отприлике осамдесет до сто дана у години, али када су им додељени робови били на копну, присиљавани су на тежак физички рад. Било је изузетака: „робови галије османског султана у Цариграду били би трајно затворени на својим галијама и често би служили изузетно дуго, у просеку око деветнаест година крајем седамнаестог века и почетком осамнаестог века. Ови робови су ретко силазили са галије, али су тамо живели годинама “. За то време веслачи су били у букагијама и оковани ланцима за седиште и и никада им није било дозвољено да одлазе. Спавање (које је било ограничено), јело, дефекација и мокрење одвијали су се на месту за које су били оковани. На сваком веслу обично је било пет или шест веслача. Надзорници би ходали тамо-амо и бичевали робове за које се сматрало да се не труде довољно.

## Познати берберски гусари
Према историчару Адријану Тинисвуу, најозлоглашенији гусари били су европски отпадници који су били испекли занат као корсари и који су се у мирнодопско време преселили на берберску обалу да би се својим занатом бавили. Ови изопштеници, који су често прелазили на Ислам, увели су савремену поморску стручност у пиратски посао и омогућили гусарима да врше рације на велике даљине у лову робова чак до Исланда и Њуфаундленда . Озлоглашени гусар Хенри Мејнверинг, који је испрва био адвокат и ловац на пирате, касније се вратио кући и дочекао краљевско помиловање. Мејнверинг је касније написао књигу о гусарењу по Медитерану, складно насловљену Разговор о Пиратима. У књизи је Мејнверинг изнео потенцијалне методе за лов и сузбијање пиратерије.

### Браћа Барбароса

#### Оруч Барбароса
Најпознатији од гусара у северној Африци били су албанско-грчка  браћа Оруч и Хизир Хајрудин. Они и још двојица мање познате браће постали су берберски гусари у служби Османског царства; звали су их Барбаросе (што на италијанском значи Риђобради) по црвеној бради старијег брата Оруча (мада је вероватније да је Барбароса само европска варијанта његовог турског надимка, Баба-Оруч, тј. Тата Оруч). Оруч је заузео острво Ђербу за Османско царство 1502. или 1503. године. Често је нападао шпанске територије на обали северне Африке; током једног неуспелог покушаја 1512. године изгубио је леву руку од топовског ђулета. Старији Барбароса такође је харао Алжиром 1516. године и заузео град уз помоћ Османског царства. Погубио је владара Алжира и све за које је сумњао да ће му се супротставити, укључујући локалне владаре. Коначно су га ухватили и убили Шпанци 1518. године и изложили његов леш јавности.

#### Хизир Хајрудин Барбароса
Оруч, са седиштем на копну, није био најпознатији од двојице Барбароса. Његов најмлађи брат Хизир (касније зван Хајрудин или Хеир ед-Дин) био је гусар у традиционалном смислу. Био је способан инжењер и говорио је најмање шест језика. Он је фарбаокосу и браду каном да би му била риђа попут Оручеве. Након заузимања многих кључних приобалних подручја, Хајрудин је именован за врховног адмирала флоте османског султана. Под његовом командом Османско царство је успело да стекне и задржи контролу над Медитераном више од тридесет година. Барбарос Хизир Хајрудин-Паша умро је 1546. године од грознице, могуће од куге.

### Капетан Џек Ворд
Енглески амбасадор у Млетачкој републици је енглеског гусара Џека или Џона Ворда једном назвао „несумњиво највећим гадом који је икада испловио из Енглеске“. Ворд је био корсар у служби краљице Елизабете током њеног рата са Шпанијом; по завршетку рата постао је гусар. Са неким сарадницима заузео је брод око 1603. године и отпловио њим до Туниса; он и његова посада прешли су на ислам . Био је успешан и обогатио се. У северноафричко подручје увео је тешко наоружане бродове с четвртастим једрима који су се користили уместо галија, што је главни разлог будуће доминације берберске обале над Медитераном. Умро је од куге 1622.

### Саида ал-Хура
Саида ал-Хура је била муслиманска свештеница, трговка, гувернерка Тетуана, а касније и супруга мароканског султана. Рођена је око 1485. године у Гранадском емирату, али је била присиљена да побегне у Мароко када је била врло млада да би побегла од Реконкисте . У Мароку је окупила посаду махом прогнаних Мавара и покренула гусарске експедиције против Шпаније и Португалије како би се осветила за Реконкисту, заштитила Мароко од хришћанских гусара и стекла богатство и славу. Са својим савезницима, браћом Барбароса, основала је Берберске Гусаре. Саида ал-Хура постала је довољно богата и позната да је марокански султан Ахмад ал-Ватаси учини својом краљицом. Значајно је, међутим, да је одбила да се уда у његовој престоници Фезу и једино је хтела да се венча у Тетуану, чији је гувернер била. Ово је био први и једини пут у историји да се марокански монарх венчао ван своје престонице.

### Други познати берберски гусари
- Кемал Реис (око 1451
- Гедик Ахмед-паша (умро 1482)
- Синан Реис (умро 1546)
- Пири Реис (умро 1554. или 1555.)
- Тургут Реис (1485–1565)
- Синан-паша (умро 1553.)
- Куртоглу Муслихидин Реис (1487– око 1535)
- Куртоглу Хıзıр Реис
- Салих Реис (око 1488 -1568)
- Сеиди Али Реис (1498–1563)
- Пијале паша (око 1515 –1578)
- Раис Хамидоу (1773–1815)
- Улуч Али Реис (1519–1587)
- Али Битцхин (око 1560
- Симон де Дансер или Симон Реис (око 1579 - око 1611)
- Иван-Дирки де Венбоер или Сулаиман Реис (умро 1620)
- Мурат Реис старији (око 1534 -1638)
- Јан Јансон или Мурат Реис млађи (око 1570 после 1641)

## У фикцији
Берберски гусари главни су јунаци у Le Pantere di Algeri (алжирске пантере) аутора Емилија Салгарија. Приказани су и у другим славним романима, међу којима су Робинсон Крусо Данијела Дафоа, Гроф од Монте Криста Алекандра Диме Старијег, Ветар у Врбама Кенета Грејема, Морски јастреб и Мач ислама Рафаела Сабатинија, Алжирски заробљеник Ројала Тилера, Мајстор и заповедник Патрика О'Брајена Барокни циклус Нила Стивенсона, Ходајући Добош Луја Ламура, Доцктор Дулитл Хјуа Лофтинга...
Мигел де Сервантес, шпански аутор, био је пет година роб у алжирском бањосу, а своје искуство је одразио у неким својим измишљеним (али не и директно аутобиографским) списима, укључујући причу о Заробљенику у Дон Кихоту, његове две драме смештене у Алжиру, Ел Трато де Аргел (Уговор из Алжира) и Лос Бањос де Аргел (Алжирска купалишта), и епизоде у бројним другим делима. У Моцартовој опери Отмица из сараја (једночинка), две европске даме су пронађене у турском харему, вероватно заробљене од стране берберских гусара. Росинијева опера Италијанка у Алжиру заснива се на хватању неколико робова од стране берберских гусара предвођених бегом из Алжира .
Једна од стереотипних карактеристика пирата у популарној култури, повез преко ока, можда је делимично проистекла oд арапског гусара Рахмах ибн Џабира ал-Џалахимаха, који је носио повез након што је изгубио око у бици у 18. веку.